# Гуарино да Верона
Гуарино да Верона (на италиански: Guarino da Verona; Guarino Veronese; Guarino Guarini; * 1374 във Верона, Италия; † 4 декември 1460 във Ферара) е италиански учен, поет и хуманист през ренесанса.
От 1403 г. Гуарино учи пет години гръцки в Константинопол в училището на Мануил Хрисолор, с когото се запознава още в Италия. Гуарино превежда от гръцки целия Страбон, около 15 от речите за герои на Плутарх и произведения на Лукиан и Исократ. Той пише също латинска елементарна граматика.
Остатъкът от живота си той преподава гръцки и история във Верона, Флоренция, Венеция и Ферара.
През 1429 г. Николо III д’Есте го назначава във Ферара за възпитател на син си принц Леонело. Там той основава частно училище. През 1436 г. чрез подкрепата на Леонело д’Есте той е назначен за професор по гръцки на университет Ферара.
Жени се за Тадеа Кендрата. Най-малкият му син е хуманистът Батиста Гуарино (* 1434; † 1513).

## Издания
- Epistolario (3 книги). Edidit R. Sabbadini. 1915 – 19 (1967).
- Carmina. Edidit A. Manetti. 1985.